# Mohamed El-Sayed
Mohamed El-Sayed (n. 3 martie 2003, Cairo, Egipt) este un scrimer egiptean, medaliat olimpic. A participat la 2 ediții ale Jocurilor Olimpice (2020, 2024) în care a câștigat o medalie de bronz.